# Artur Correia (auteur)
Pour les articles homonymes, voir Artur Correia et Correia.
Artur Correia (né le 20 avril 1932 et mort le 1er mars 2018,  est un auteur de bande dessinée et réalisateur de films d'animation portugais, actif depuis le début des années 1960 dans les deux domaines. Ses œuvres sont principalement destinées à la jeunesse.